# 接格
接格（せっかく、英語: adessive case）は、格のひとつ。場所的な格のひとつで、処格と同様に静止的な位置を表すが、言語によってはどのような場所であるかについて細かく言いわける場合があり、内格が何かの内部にあることを示すのに対して接格は何かの外部に接して（または近くに）あることを表す。とくにウラル語族の言語についてこの語を用いる。

## 言語例
マジャル語には場所的な格が10種類あり、そのうち静止的な格は「……の中で」（内格）、「……の上で」（上格）、「……の傍で」（接格）の3種類を区別する。接格は格語尾 -nál/nél （母音調和によりどちらかを使用）を加えることによって表され、たとえば hajó（船）に対して hajónál（船の傍で）のようになる。
フィンランド語には場所的な格が6種類あり、静止的な格としては内部的な場所を表す内格と外部的な場所を表す接格を区別する。接格には格語尾 -llä/lla が加えられる。空間的には pöydällä（テーブルに）、seinällä（壁に）のように何かに接していることを表すが、ほかにも動作のおきた時間、道具などを表したり、所有を表す構文で使われたりする（例：isällä on suuri saari「父は大きな島を持っている（父には大きな島がある）」）。
バルト語派の言語にもフィンランド語と同じような場所格の区別をするものがある。たとえば古リトアニア語および方言では、処格の後ろに後置詞 -pi を加えることによって二次的に発達した接格が存在する。